# ایزدان هندوئیسم
خدایان هندو (به انگلیسی: Hindu deities) ایزدان مورد پرستش هندوها هستند. در ریگ‌ودا ۳۳ خدا شرح داده شده‌است.

## چندخدایی

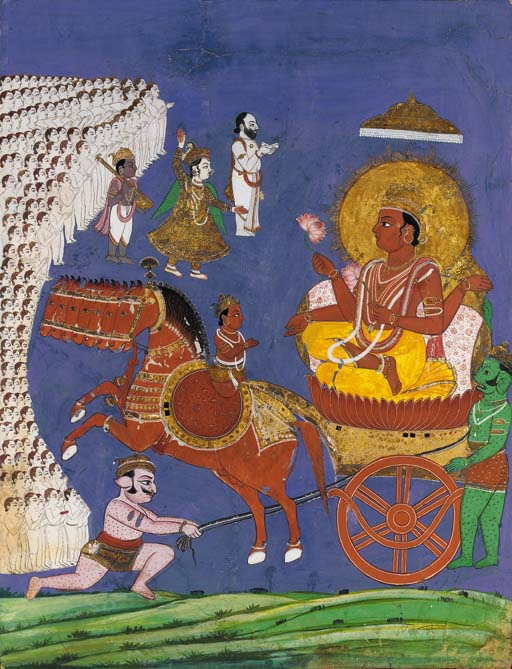
سوریا در حال راندن ارابه‌اش.

بهترین منابعی که ما را از چگونگی اعتقادات دینی شبه قاره هند در ادوار قدیم آشنا می‌سازد متن وداها خصوصاً کتاب مقدس ریگ‌ودا (۱۲۰۰ تا ۱۵۰۰ قبل از میلاد) می‌باشد. مطالعات نشان می‌دهد که ادیان هند از پرستش طبیعت و قوای طبیعی آغاز شده و رفته رفته با نفوذ تفکرات فلسفی و منطقی راه تکامل پیموده و پس از سیر و گذر از مرحلهٔ اوپانیشادها و ودانتا به صورت تفکر کنونی مذهبی هند درآمده‌است. ماکس مولر معتقد است که اساس مذاهب هند و اروپایی پرستش طبیعت بوده و نوع اعتقادات آن دوران، آینه صادقی است که معتقدات دینی ابتدایی انسان اولیه را به نمایش می‌گذارد در این مکتب، اساطیر محلی و زبان‌های قومی نقش ایفا نمی‌کنند.
۲. مکتب ژرژ دومزیل: در این مکتب به زبان‌های اقوام اعتنای خاصی شده و اعتقاد بر این است که در هر مذهب و تمدنی کتب مقدسه و اساطیری خاص وجود دارد. حال اگر اقوام هند و اروپایی زبان مشترکی داشته‌اند لذا می‌بایست اشتراک میان اعتقادات شان هم موجود بوده‌است. دومزیل از همین طریق یافته‌های ارزنده‌ای را در خصوص اشتراک اعتقادات ایران باستان، هند باستان و دیگر اقوام هند و اروپایی ارائه نمود.

### انواع خدایان
1. خدایان آسمانی: که در مقام اصل و حقیقت روحانی نظام کائنات هستند با طبقه برهمن که قشر روحانی و موبدان جامعه می‌باشند، هم آهنگی دارند.
2. خدایان جوی: که نیروهای حاکم و قوای اجرایی قوانین هستند، با قشر کشاتریا (طبقهٔ اشراف) هم سنخی دارند.
3. خدایان زمینی: که ضامن وفور نعمات دنیوی هستند، با طبقه وایشیا (کشاورزان) منطبق‌اند.

## خدایان هندو

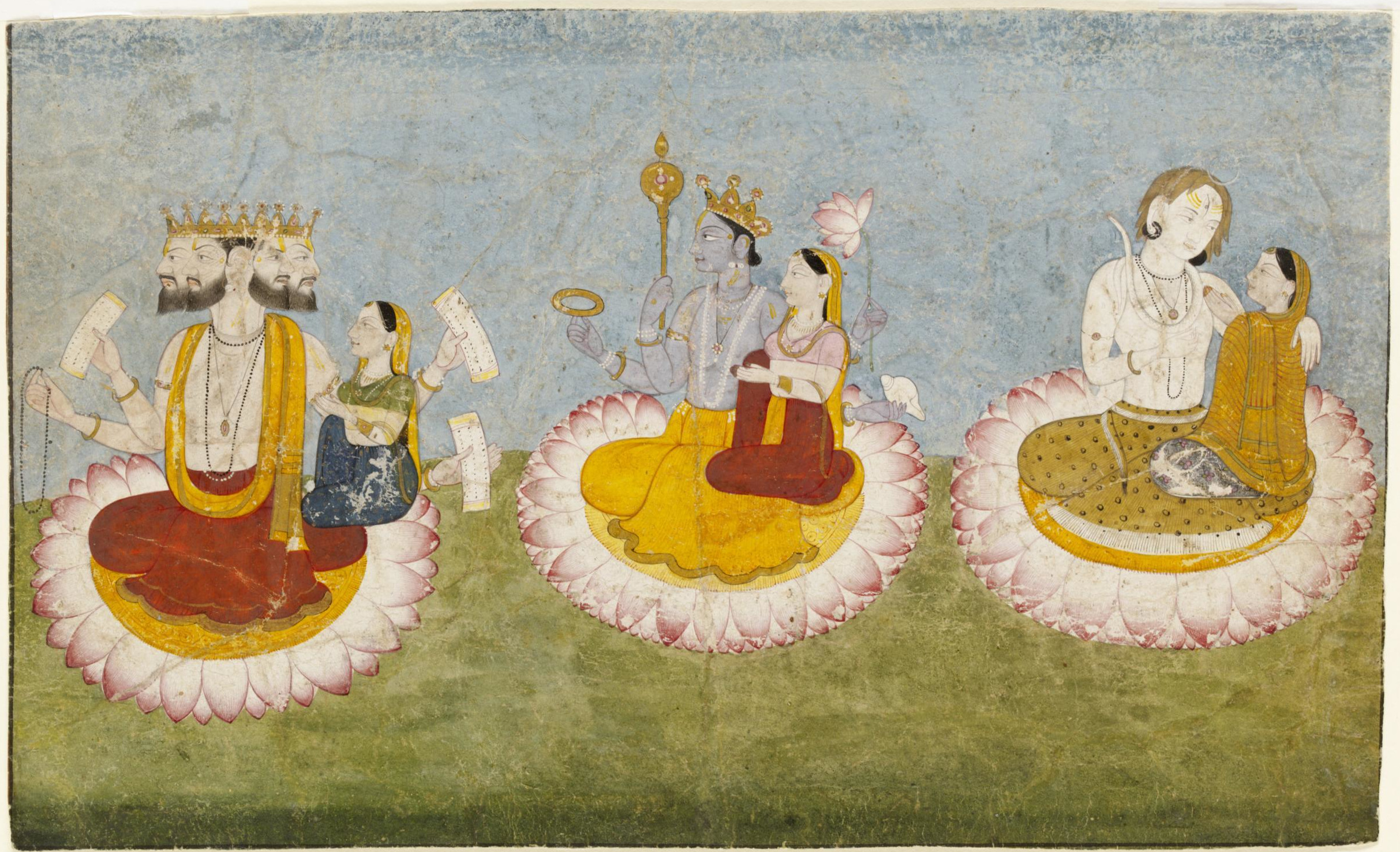
از راست به چپ: شیوا، ویشنو و برهما نشسته در کنار همسرانشان پارواتی، لاکشمی و سرسوتی

خدایان هندو شخصیت‌های مقدس هندوها هستند.
اگرچه هندوان در ظاهر بت می‌پرستند اما حقیقت این است که دانایان، حکیمان و هندوان با سواد، خدای یکتا را می‌پرستند و معتقدند که ذات مطلق الهی یگانه است ولی قشر فقیر و کم سواد هندوستان تا حدود زیادی به همان مظهر مادی توجه دارند و آن را می‌پرستند اما این نیز به معنی کفر آنان نیست. هندوان معتقدند که این خدایان، مظاهر گوناگون همان خدای یکتا هستند در این باره در ریگ‌ودا (یکی از چهار ودای موجود) آمده‌است: «بر هر ثابت و جنبنده و نیز بر هر آنچه را ه می‌رود وبر هر آنچه می‌پرد و بر تمام این آفرینش رنگارنگ، تنها یک خدا فرمانروایی می‌کند.»
برخی از خدایان مهم هندو عبارتند از:

### برهما
آفریدگار در این آیین، برهما نامیده می‌شود که مظهر آفرینش است.

### ویشنو
ویشنو ۱۰ مظهر یا نماد دارد. خدای مظهر بقا و زندگی روی زمین است.

#### راما
راما ماه مانند و یکی از مظاهر ویشنو روی زمین است.

#### کریشنا
کریشنا هشتمین مظهر ویشنو است.

### شیوا
شیوا خدای فنا و نابودکننده و وحشت‌آور اما نام او در سنسکریت به معنی مهربان نیز هست. شیوا معتقد بوده‌است که تمامی کائنات همواره در حال رقص جاودانه‌ای هستند و او این رقص را ایجاد کرد و خودش به انجام آن می‌پرداخت. رقص هندی که بسیاری از حرکات یوگا را در خود دارد، فقط برای سرگرمی یا تفریح نیست بلکه یک رقصنده با ایمان هنگام انجام این حرکات به حالت خلسه رفته و به آرامش دست می‌یابد. این رقص موجب نشاط و شادی روح وروان نیز می‌شود. رقص‌ها نیز انواع متنوع و مختلفی دارند.

### گانش
گانش خدای علم و دانایی که سری همچون سر فیل دارد و پسر شیوا است.

### سرسوتی
سرسوتی الههٔ علم و دانش و همسر برهما است. وی دختر شیوا از همسرش پارواتی است. او در این آیین نماد زیبایی نیز محسوب می‌شد.

### لاکشمی
لاکشمی الههٔ ثروت و خوشبختی، همسر ویشنو و خواهر سرسوتی است.

### پارواتی
پارواتی الههٔ عشق و جوانی و همسر شیواست.

### کالی (کالیکا)
کالی الهه مرگ است.

### شاکتی
شاکتی الهه قهر و نابودی و همسر شیوا است.

### ایندرا
ایندرا خدای باستانی اقوام آریایی که خدای رعد و برق و خشم است.

### آگنی
آگنی خدای آتش و تجسم آتش مقدس است. آگنی از دیرباز توسط آریاییان باستان پرستش می‌شده‌است و هنوز هم آثار تقدس آتش میان هندیان و زرتشتیان وجود دارد. اگرچه زرتشتیان آتش‌پرست نیستند اما تقدس آتش متعلق به فرهنگ پیش از زرتشت است و تاکنون نیز باقی مانده‌است.

### گارودا
گارودا رئیس پرندگان که نیمی از بدنش انسان و نیم دیگر پرنده است و مرکب ویشنو است.

### سوریا

چلیپای شکسته از تمدن هند

علامت چلیپای شکسته که علامت رسمی حزب نازی بود و هم‌اکنون توسط نئو نازیها استفاده می‌شود

صلیب شکسته، گردونهٔ خورشید یا سواستیکا (به سانسکریت: स्वस्तिक) یک چلیپا از نشانه‌های سوریا است. تقدس خورشید در اقوام متعددی بوده و در برخی از فرهنگ‌ها نشانه‌های این اعتقاد باقی مانده‌است. در بین‌النهرین «شمس یا شاماش» خورشید را می‌پرستیدند، این ایزد در دستش شیئی را نگاه می‌داشت که به تیغه اره همانند بود و سوار بر گردونه‌اش به سوی باختر می‌راند. در مصر خورشید، عنوان بزرگ‌ترین خدا را داشت و بنام رع مشهور بود. «قوم سلت SOL یعنی ستاره خورشید را پرستش می‌کردند و خدای فنیقیان همانند نام ستاره خورشید در لغت قوم سلت EL می‌باشد. قوم اینکا دارای معبد خورشید بوده که دیوارهایش پوشیده از ورقه‌های طلا بوده و الان در سرزمین پرو واقع است. همچنین هرم خورشیدی بسیار با شکوهی از تمدن قوم از تک در مکزیک باقی مانده‌است.»
توجه به خورشید در نزد ایرانیان باستان امری معمول بود و تقدس خورشید به صورت آشکارا ظاهراً تا زمان روی کار آمدن ساسانیان ادامه داشت. این تقدیس به صورت وسیعی در ادبیات فارسی هم منعکس شده‌است. احترام به خورشید در قرآن هم دیده می‌شود و حتی اسم یکی از سوره‌های قرآن به این نام است.

## دسته‌بندی‌ها

### خدایان در ودا
عبارتند از:
1. آدیتیاس
2. آگنی: خدای آتش که با بجا آوردن آئین و نیایش صورت می‌گیرد او در هند هم زمینی است و هم ایزدی، فرزند آسمان و زمین است می‌گویند او را از آسمان به زمین آورده‌اند، هنگامی که مردم نثارها را بر او می‌افشانند و دعاها را می‌خوانند بر این باورند که آتش واسطهٔ میان انسان و خداست و در اینجاست که دو جهان به هم پیوند می‌خورند آگنی خدایی است که قربانی را دریافت می‌کند و به عنوان روحانی دینی آن را به خدایان تقدیم می‌دارد. همان‌طور که آتش همه پلیدی‌ها را پاک می‌کند آگنی هم همه گناهان و خطاها را تطهیر می‌کند.
3. Antariksha
4. Ashwinis
5. برهما
6. بریهاسپاتی
7. Dishas
8. دیوس
9. ایندرا
10. گانش
11. Marutas
12. مهر

### میترا
میترا نیز با خورشید پیوند دارد. معنای لفظی میترا، که با ارتباط و اتصال دوستی مرتبط است، از نقش اساسی او در جوامع کوچک روستایی و در نتیجه جامعه بزرگ جهانی حکایت دارد. او را خدای خورشید نیز دانسته‌اند. میترا از خدایان مهم ریگ‌ودا است که از هم پیمانان وارونا بوده و نام او، همراه با نام وارونا آمده‌است. به عنوان مثال در ریگ‌ودا چنین آمده‌است: «ای میترا ـ وارونا ای فرمان روایان آسمانی که بر عرش مقدس حکم می‌رانید و روشنایی نور را نظاره می‌کنید و با ابرهای رنگارنگ خویش در دل رعد و برق ظاهر می‌شوید، و با معجزات خدایی خود آسمان را به بارش درمی‌آورید.» میترا از خدایان سرشناس هند و اروپایی است. تحقیقات باستان‌شناسی از وجود معابد مختلفی در هند، ایران، بین‌النهرین، یونان، ایتالیا و آلمان که برای نیایش این معبود بنا شده‌است حکایت می‌کند. لفظ میترا (Mitra) از ریشهٔ mri به معنای (عهد و پیمان) اخذ شده‌است و از این جهت او را تضمین‌کنندهٔ ارتباط افراد و اجزاء مختلف اجتماع بشری با یکدیگر دانسته‌اند. اوست مظهر دوستی و محبت بین افراد بشر. میترا ذات پیمان است و فضایی که ارتباط مردم با یکدیگر بر آن استوار. وارونا که حاکم است، ضامن اجرای پیمان هاست. به عبارت دیگر میترا قانون‌گذار است و به چگونگی اجرای آن کار ندارد و وارونا ضامن اجرای لذا وحدت این دو معبود ضروری است. اگر این اتحاد صورت نگیرد، قوانین جاویدان هستی و ناموس خداوندی (ریتا) هرگز به مرحله اجرا در نخواهد آمد. به همین دلیل است که میترا و وارونا را اصحاب ریتا یا نگهبان ریتا نامیده‌اند.
میترا از خدایان آریایی است که پرستش او در ایران کهن نیز رواج داشته‌است در ایران باستان میترا خداوند عهد و پیمان دو جانبه و قرار دادهای بین دو ملت بوده‌است، و ایرانیان آن زمان، برای قطعی کردن قراردادهایی از این قبیل: گاو نری به درگاه او قربانی می‌کرده‌اند. بدین ترتیب میترا رفته رفته به عنوان عامل وصلت و محبت و رفاقت مورد پذیرش قرار گرفت و همچنین در زبان سانسکریت، میترا در جریان سپری شدن ایام، مفهوم دوستی پیدا کرد. در فارسی رایج کنونی نیز، میترا تبدیل به مهر شده‌است. مهر در اوستا، در کتیبه پادشاهان هخامنشی، میترا و در سانسکریت میترا آمده‌است. این لفظ در زبان پهلوی تبدیل به میتر شده و ما امروزه آن را مهر می‌نامیم. همچنین پیمان، محبت و خورشید از جمله معانی میترا است.

#### میترا در جهان
مقبولیت گسترده میترا در میان اقوام و قبایل گوناگون موجب شد که وارونا، خدای قدرتمند، هم پیمان جدایی ناپذیر او پس از گذشت ایام، از جایگاه رفیع خود به درجه اقیانوس‌ها نزول یافت، در حالی که میترا به عنوان مظهر همبستگی و دوستی، ایام را از عهد هند و اروپایی تا اواخر عهد رومیان، با پیروزی کامل درنوردید. میترا از این لحاظ دارای ویژگی استثنایی است. دامنه سلطنت اکثر خدایان به محدودهٔ مشخص و در میان قبیله خاصی منحصر می‌گردد، ولی میترا قلوب مختلف را چنان تسخیر خود گردانید که نام‌های او در فرهنگ‌های متفاوت هنوز موجود است. میترا در زبان سانسکریت به معنای دوست، در یونانی به معنای گره، کمربند و سرپوش است.
همین لفظ در انگلیسی به معنای کلاه اسقفی و مراسم اعطای کلاه به مقام اسقف تبدیل شده‌است. میترا خدایی است که ۱۲ نشان منطقه البروج را سیر می‌کند و با کیهان‌شناسی یونانی نیز مربوط است. او را گاو یا قوچی توصیف کرده‌اند که در مراسم باز پیدایی خورشید، هر ساله خود را قربانی می‌کند. یونانیان جشنی به نام میترا داشته‌اند که در آن، پس از اجرای مراسم قربانی، شراب می‌نوشیدند. به نظر می‌رسد این مراسم با رسوم قربانی ودایی و نوشیدن سوماً توسط خدایان مربوط بوده و از آن اخذ گردیده‌است. سوماً نوعی نوشیدنی جاودانی است که از گیاه سوماً تهیه شده و در اوستا از آن با همان لفظ یاد شده‌است. معمولاً وارونا در کنار میترا ظاهر شده به صورت میترا–وارونا.
1. میترا–وارونا
2. Moordha
3. پرجاپتی
4. پریتیوی
5. پوشان
6. رودرا
7. ساویتر
8. شیوا
9. سوما (هوما): یکی از شخصیت‌های اصلی در آئین پرستش ودایی است که در این آئین‌ها هم خداست و هم گیاه، در فرهنگ ایران از آن با نام هوم یا هوما یاد می‌شود. نماد زمینی ایزد سومه نوشیدنی سکرآوری است که از گیاه زرد رنگ آن را می‌گیرند که آن را می‌سایند و شیرهٔ گرفته شدهٔ آن را از صافی پشمینه‌ای عبور می‌دهند و در خمره‌های آب و شیر می‌ریزند که زردی این مایع به اشعه‌های خورشید و روانی آن به ریزش باران تشبیه شده‌است از این رو سومه را سرور یا شاه رودها می‌نامند سومه دارای سیطره جهانی است و در میان خدایان نقش موبد را دارد و به آن نیرو می‌دهد سومه جنگجوی بزرگی است و موبدانی که سومه بنوشند، دشمنان را سریعاً از بین خواهند برد؛ بنابراین سومه خدایی است که در بردارنده نیرو، درمان، ارزانی‌کننده ثروت است و خدای قربانی و جنگجو می‌باشد و در روایتی آمده در نیمه نخست هر ماه ۳۶۳۰۰ خدا از سومه تغذیه می‌کنند و به جاودانگی می‌رسند و در نیمه دوم هر ماه سومه خوراک نیاکان مقدس است.
10. یمه: شخصیت برجسته‌ای که از او در ریگ ودا سخن به میان آمده، او انسان نخستین است که پس از مرگ خدای مردگان شده و بر دنیای مردگان فرمان‌روایی می‌کند یمه همراه با خواهر خود یمی که در پهلوی جمیک است دیده شده او قهرمان برجسته‌ای در اساطیر هند و ایرانی است گفته شده یمه و یمی نخستین زن و مرد جهان بودند و به خواست یمی در حالی که از ناخشنودی میترا و ورونا بیمناک بودند، زن و شوهر شدند و نسل انسان از آن‌ها متولد شد و راهی که به راه نیاکان مشهور شد کشف کردند این راه راهی بود که مردگان را به بهشت هدایت می‌کرد؛ و یمه بعد از کشف راه نیاکان نخستین انسانی بود که مُرد و بعد از مرگ به شهریاری و دنیای مردگان دست یافت او شاه مردگان بود و مرگ را، راه یمه می‌دانست.
11. وارونا

### وارونا
وارونا از دیگر خدایان آسمانی ریگ ودا است و همواره در کنار میترا ظاهر شده‌است و لفظ varuna – s را برخی با uranus لاتین و oranus یونانی معادل دانسته‌اند. وارونا و میترا بر پا دارنده قوانین روحانی و فیزیکی جهان هستند و لذا بیش از هر خدای دیگری با نظام کیهانی ریتا مرتبط هستند. در اوایل عهد ودایی، وارونا حاکم جهان بوده‌است. او را سلطان آسمان پر ستاره و نازل‌کننده باران می‌دانستند. با سپری شدن رمان، خدایی به نام ایندرا (خداوند رعد) صفت نزول باران را از او گرفت و به خود اختصاص داد؛ و رفته فته به مقام خدای اقیانوس‌ها نزول کرد.
در عهد ودایی، وارونا سلطان آسمان‌ها و ستارگان را در دل شب نصب می‌کند و در هنگام پگاه، آن‌ها را نامریی می‌سازد. اوست که ماه را به درخشش درمی‌آورد و خورشید را در پهنه آسمان سیر می‌دهد. او به پرواز پرندگان آگاه است. مسیر کشتی‌ها را می‌داند و راه دریا را می‌شناسد، او راز هست و هستی را می‌داند و از حقیقت و غیر حقیقت آگاه است. در نزول باران، میترا و وارونا با هم متحد و همیار هستند.
ارتباط و اتصال وارونا با آب (دریا، اقیانوس، رود) ناگسستنی است. او ضامن جاری گشتن رودها و پدید آمدن دریاها و اقیانوس‌ها است. اگر اقیانوس‌ها بر خلاف وارد شدن مدام آب رودخانه‌ها ی زیاد به آن‌ها، لبریز نمی‌شوند به خاطر قدرت سحرآمیز وارونا است. آبی که وارونا مظهر آن است و در ریگ ودا به آن به آن اشاره شده‌است تنها آب مادی نیست، بلکه آسمانی و ماورایی است همان منشأ و مبدأ همه عالم است و سلطه آن بر این آب گوارا قدرت و مرتبه او را نشان می‌دهد. لفظ وارونا varuna از ریشهٔ هند و اروپایی wer به معنای پیوستن مشتق شده‌است. وارونا به پرندگان پرواز و به باد وزیدن آموخت. او راز سلامتی را می‌داند، صد هزار دارو در ملکیت خود دارد و سرنوشت زن و مرد آگاه است. وارونا با قانون کیهانی ریتا مرتبط است، طبعاً حامی مبانی معنوی و روحیات اخلاقی نیز هست. او گناه کاران را در دام خود گرفتار می‌کند، آن‌ها را به مجازات می‌رساند یا مورد عفو قرار می‌دهد.

#### وارونا در ایران باستان
ژرژ دومزیل که مکتب هندوشناس است معتقد است که وجود آداب و سنن و زبان مشترک در یک یا چند قوم در دوره‌ای خاص، پدیده‌ای تصادفی نیست، بلکه از وجود اعتقادات و باورهای مشترک حکایت دارد. اشتراک میان ادیان هند و اروپایی موجب شد که برخی از خدایان کهن اقوام آریایی مرزهای جغرافیایی و حصارهای تاریخی را نادیده گرفته و در اساطیر جوامع مختلف جلوه گر شوند.
در این میان، ایرانیان و هندیان اشتراکات بسیاری داشته‌اند و تجربیات تاریخی مشابهی را نیز سپری کرده‌اند. تحقیقات موجود در وادی ادیان به وجود خدایان مشترک میان این دو قوم (ایران و هند)، پیش از جدایی از یکدیگر، گواهی می‌دهد. در اوستا لفظ اهورا به عنوان خدایان نیکی‌ها و دیوا به عنوان منشأ و سمبل بدی و پلیدی است. اهورای ایران از جمله خدایان آسمانی ایرانی است و قدمت آن به پیش از عهد زرتشت بازمی‌گردد. در یشت‌ها به برخی از صفات پیش از اهورا و مزدا اشاره شده و که به فرضیه انطباق اهورا و آسورا، یا به‌طور مشخص تر یگانگی وارونای هند با اهورای ایران قدرت می‌بخشد.

#### شمایل تصویر وارونا
وارونا در تصاویر به صورت مردی با چهره روشن و پوست سفید سوار بر یک جانور خارق‌العاده دریایی ترسیم شده‌است. این جانور ماکرا نام دارد حیوانی و دو پای جلوی او به صورت گوزن است و دمی چون دم ماهی دارد. کمندی در دست راست دارد. او بیشتر از جانب ماهیگیران اغلب در ایام قحطی مورد پرستش قرار می‌گرفته‌است. لیکن امروزه پرستش وارونا منسوخ شده و تمثال تصویر او ساخته نمی‌شود.
1. ویشنو،
2. ویشوه‌داواس.
3. ایندرا: در اشعار ریگ‌ودا که بسیار معروف است خدای جنگجو و خدای طوفان است که به وجود آورنده باران‌های سیلابی و رعد و برق است او دارای صلاحی بنام وجره است که به معنی رعد می‌باشد همچنین نوشندهٔ شراب سومه است (نوشابهٔ جاودانگی بخشی است که قدرت خود را سومه می‌گیرد) در زمان تولد ایندره گفته شده آسمان و زمین چنان لرزید که همه کائنات معابد پا به فرار گذاشتند از دیگر صفات ایندره با وَرتَره جِن یا ورتره گن که دیو خشکسالی است مبارزه می‌کند چون که همه آب‌های زمین را نوشیده‌است و باعث قحطی و خشکسالی شده پس او را شکست می‌دهد و آب‌های زمین را آزاد می‌کند پس در حقیقت او خدای برکت بخش و جنگاور است و در ادبیات ودایی هند او به خدای بزرگ دره سند تبدیل می‌شود.
4. وایو / وای: خدای فضا و هوا است از اسرار آمیزترین خدایان هند و ایرانی است و گفته شده به دیو نفس جهانی بنام یورشه ساخته شده و دنیا از بدن او ساخته شد و در بعضی دیگر روایات دیو شبیه به ایندره است یا ارابه ران ایندره است که در چنین حالتی ارابه از طلاست و هزار اسب او را می‌کشد پس می‌توان گفت ویو نماد حالت دیگری از خدایان جنگجو است که تحت هیچ نظامی در نمی‌آید و هیچ چیز قدرت مقاومت با او را ندارد.
5. رتا: ایزدی که همکار و همراه ورونا است وظیفهٔ او به نظم درآوردن همه چیز است، نظم در طبیعت، نظم در تولد، همکاران او اوشاس و ایزد بانو سوریا - ساویتا، خدایانی که با خورشید و پرتو خورشید در ارتباط هستند می‌باشند، اوشاس الهام بخش زیباترین سرودهای ودایی است که در ریگ ودا ستایش شده و نفس بخش همه موجودات و بیدارکننده خفتگان از خواب مرگ است.
6. برهما: از خدایان سه‌گانه که در اواخر دوران ودایی بنام خدای آفریننده خالق کل مورد پرستش قرار می‌گرفت و بعد از انجام وظایفش نسبت به خدایان دیگر مثل شیوا و ویشنو کمتر مورد پرستش قرار گرفت. در سراسر هند فقط دو یا سه معبد مخصوص به او وجود دارد. در واقع او را خدای خدای هندو می‌دانستند که بعد از آفرینش جهان دیگر روی زمین فعالیت و کاری ندارد، برهما به صورت شاهی تصور می‌شود دارای ۴ سر و مشغول خواندن کتاب وداها که او را سوار بر مرغابی سفیدی تجسم می‌نمایند و یکی از بزگان مقام او می‌گوین برهما ابتدا دارای ۵ سر بوده ولی چون خود را برتر از شیوا دانسته، شیوا هم یک سر او را قطع کرده‌است.
7. شیوا: از خدایان محبوب هند است او در اوایل عصر ودایی پرستش می‌شده ولی در دوران بعد مقامش بالاتر رفته و به جای خدای «رودره» می‌نشیند (خدای جنگجو است که گاهی شوم و کشنده است و گاهی هم نجات دهنده) شیوا هم کشنده است هم خالق موجودات چون در اعتقادات هندی مسئله تناسخ وجود دارد یعنی همواره مرگ و حیات تداوم دارد و موجودات در نظام تناسخ تغییر شکل می‌دهند شیوا در این تغییرات و مرگ و زندگی نقش اساسی دارد. غالباً شیوا در حالت رقص روی جسد شیطان است که ۴ دست و از هر طرف باز می‌شود در هریک دست طبل کوچکی، و شعله‌ای فروزان و شکل هلال ماه نو بر روی سرش، گفته شده تقسیم آب رودخانه گنگ به هفت شعبه از گیسوان شیوا جاریست از سر و پای وجود شیوا نیروی حیات به جلوه در می‌آید و رقص او رمز سرعت، دوران تولد و مرگ است.
8. ویشنو: در اندیشه‌های مردمان از دوران کهن جای خوبی دارد و در دوران کهن به عنوان مظهر خورشید بوده اما در اواخر عصر ودایی او یکی از سه خدای برتر محسوب می‌شود. به عقیدهٔ هندوها در روی زمین به شکل‌های مختلف ظاهر می‌شود یکی به شکل انسان در حالتی که انسان را هدایت می‌کند ظاهر می‌شود و در وداها ویشنو خدای نیک خواه است و از او به عنوان نگهدار شکست ناپذیر یاد می‌شود و این نشانه‌ای از جایگزین شدن او در تثلیث آئین هند است ویشنو در وداها خالق روشنایی است و سه گام او موجب پیدایش نور خورشید، آذرخش و آتش است در بعضی روایات منظور از سه گام، سه مرحلهٔ مکان خورشید در موقع طلوع، اوج و غروب است که دو گام او برای انسان قابل دیدن است و یک گام دیدنی نیست ولی در بعضی روایات دیگر این سه گام را، زمین، هوا و آسمان می‌دانند. ویشنو به اشکال زیر فرود می‌آید: ۱- انسان نخستین ۲- قهرمان افسانه‌ای راما که نماد مردانگی ویستا است ۳- کریشنا (جوان چوپان خوش آواز) ۴- لاک‌پشت ۵- ماهی ۶- شیر ۷- خرس ۸- انسان و… در کل به ۹ صورت فرود می‌آید. ویشنو خدایی با ۴ دست است به صورت حلزون در یک دست اسلحه در دستی دیگر حلقه آهنین و در دست دیگر گرز و در یک دست دیگر نیلوفر آبی دارد.

## مفاهیم و باورها

### خورشید و مهر
ازگل‌ها و گیاهان، نیلوفر آبی (لوتوس) و گل آفتابگردان، از درختان نخل و سرو و کاج نمادهای خورشید هستند. از عناصر، آتش و از رنگ‌ها سرخ و زرد و از فلزات طلا منسوب به خورشید هستند. شکل هندسی مربوط به خورشید دایره است.»
«سنت پرستش مهر به دوران‌های بسیار کهن برمی‌گردد. در هند دوران و دایی نام او به صورت «میتره» با مفهوم پیمان و دوستی ظاهر می‌شود و یکی از خدایان گروه فرمانروا است و با «ورونه» جفت جاویدانی را تشکیل می‌دهند که از سوی مردم به یاری خوانده می‌شوند در سنت هندی نیز میترا گردونه‌ای درخشان و اقامتگاهی زرین دارد. میترا در سنت دینی زرتشتی در مقامی پایین تراز اهورامزدا قرار می‌گیرد و آفریده او محسوب می‌شود تا از آفرینش او پاسداری کند. او خدای پیمان است و وظیفه مهم او نظارت بر همة پیمان‌هاست. او ایزد فروغ و روشنایی و از بزرگ‌ترین ایزدان آیین زرتشتی محسوب می‌شود.»
«میتره ـ ورونه زوج خدایی جوان هستند که چشمان آن‌ها خورشید می‌باشد. منزلگاهشان زرین و در آسمان است. آنان شهریاران و فرمانروایان مطلق کیهان‌اند. این زوج خدا پدید آورنده آذرخش و باران‌اند. البته باید گفت که مهرو خورشید متفاوت است، مهر یا میترا پیش از خورشید ظاهر می‌شود و همراهی او با خورشید باعث شده‌است که بعدها مهر معنی خورشید پیدا کند.»

#### خدای خورشید (سوریا)
در هند خدای خورشید بانام سوریا شناخته می‌شود و یکی از مهم‌ترین خدایان و دایی محسوب می‌شود. این خدا از یکسو تجلی عظمت آتش الهی است و از دیگر سوی منبع و منشأ نور، گرما. حیات و معرفت است. اشراف سوریا به جهان با برج‌های دوازده‌گانه خورشید در طول سال نسبت دارد. سوریا مرکز عالم خلقت است که درمرز سپهرهای متفاوت قرار گرفته‌است. برفراز خورشید، افلاک غیر متجلی و غیر ظاهر قرار دارند که حوزه حکمرانی حاکم اعظم کائنات است و تحت آن کرات و سپهرهای ظاهر (چون ماه و زمین و دیگر سیارات) واقع شده‌اند. پس جایگاه خورشید حد اتصال دو مرتبه وجود (متجلی و نامتجلی) است و او نماینده هر دو وادی به‌شمار می‌رود. خورشید برای انسان بدوی قوی‌ترین عنصر وجود و مهربان‌ترین قوای طبیعت بوده و قاعدتاً می‌بایست جزو اولین خدایان و معبودان برای او بوده باشد. حیات و بقای انسان بدوی به حضور خورشید متکی بوده و لذا خورشید که منشأ نور، قدرت روحانی و قوای فکری و نیروهای طبیعی بوده نزدیکترین پدیده به ذات جاودانی الهی شمرده می‌شد.»۵
«هر آنچه که از آغاز تا انجام بوده و خواهد بود از خورشید نشأت گرفته. درجه تقدس خورشید گاه به مرتبه فرد اولیه می‌رسد و با قربانی کیهانی یکی می‌شود. پروردگار تولید نسل‌ها به خورشید تبدیل می‌شود و همة موجودات زنده از او متولد می‌گردند، او توسط انوار تابناک خود به غذا و غلات جان می‌بخشد، وقتی که خورشید طلوع می‌کند به ربع شرقی وارد می‌شود و بقای موجودات را به شعاع‌های خود تضمین می‌کند، آنگاه جهات غرب و جنوب و شمال و بالا و پایین را و هر آنچه که در میان آنهاست منور می‌سازد.
صفات ظاهری سوریا «در آئین هندو سه خورشید خدائی ودائی یعنی سوریا، سوینزی و یرسوت تبدیل به یک خدا و جذب سوریا می‌شوند.» سوریا در آئین هندو خیرخواه انسان و نماد او صلیب شکسته‌ای است که نشانه بخشندگی است. او را کشنده اهریمنان می‌دانند. در خصوص صفات ظاهری خدای خورشید اشارات زیادی است و اکثر شمایل‌ها و تصاویر آنان بر اساس تجویز همین متون شکل می‌یابند.
«خدای خورشید گیسوان و ریشی طلایی دارد. تمام وجود او حتی نوک ناخن‌هایش مشعشع و تاباناست چشمانش قهوه‌ای رنگ است او مرتبه‌ای ورای تمام شیاطین دارد. پس هر که وی را بشناسد و صفات او را دریابد خود به مرتبه‌ای رفیع تر از جایگاه کل شیاطین ارتقاء می‌یابد. گردن او به شکل صدف لاکپشت است او با دستبند و تاجی زرین خود را آراسته و از تلألوی آن زوایای آسمان منور می‌گردد.»
خورشید دو بازوی بلند و یک بازوی کوتاه دارد (منظور شعاع‌های خورشید است) او چکمه‌های بلند به پا دارد و کمربند مرصع به کمر بسته. سوار بر ارابه‌ای از طلا در دل تاریکی سیر می‌کند و فانی و جاوید را در مکان‌های مناسب خویش قرار می‌دهد. ارابه سوریان یک چرخ دارد و توسط چهار یا هفت اسب مادیان کشیده می‌شود و گاهی نیز یک اسب هفت سر که در شعاع‌های نور محصور گشته‌اند، ارابه سوریا را پیش می‌برند و سوریا برگل نیلوفری بر فراز این ارابه زرین می‌نشیند.
«ارابه ران خورشید آرونا به معنی سرخ‌فام نام دارد … او در جلوی سوریا بر روی ارابه می‌ایستد و جهان را از شدت خشم سوزنده خورشید در امان نگه می‌دارد. سوریا در معابدی که به معابد خورشید شهرت دارند عبادت می‌شود وفور سنگ درهند و رواج هنر حجاری موجب گشته که اکثر تندیس‌ها در سنگ‌های موجود در مناطق مختلف ساخته شوند و به همین خاطر اکثر تندیس‌های به جای مانده از سوریا از سنگ هستند.»

#### نام‌های خورشید
«مشهورترین نام‌های خورشید عبارتند داز: سوریا (ثریا) یعنی درخشنده و از ریشه Surya که آن هم از ریشه Sur یا Swar به معنی درخشش و تابش اخذ شده‌است و نام دیگر خورشید آدی تیا یعنی گستره ازلی و نیز به مفهوم منبع و منشأ نیز آمده‌است».
نمادهای سوریا گردش نظام کائنات از دیرباز در نمادهای باستانی خاورمیانه رواج داشته‌است. یکی از نمادهای غیر شمایلی در هند چرخ دارما است که به‌طور انتزاعی به معبود اشاره دارد. چرخ یا دیسک خورشیدی مظهری از خداوند است. «مادامی که چرخ کائنات بر محور اصلی‌اش که همان قانونمندی ازلی هستی است استوار باشد خللی در نظام هستی رخ نمی‌دهد». ۱۲ این صفحه مشعشع در هنگام مقابله با نیروهای تاریکی و ضد یزدانی به سلاحی مهلک تبدیل می‌شود و در این حالت چون تیغه برنده شمشیری جاودانی که همان لبه تیز عقل مطلق است می‌درخشد و سر از تن نیروهای جهل جدا می‌کند.
«در برخی موارد این آلت به چرخی با شش شعاع تبدیل می‌شود. (اشوک چکر) همان چرخی که در پرچم هند نماد هندوستان است این چرخ از گردش گردونه حیات، سپری شدن زمان، طی شدن روز، ماه و سال و ظهور و افول ادوار هستی حکایت می‌کند.»
شش شعاع این چرخ اشاره به شش جهت (چپ، راست، پیش، پس، بالا و پایین) دارد که همگی حول یک نقطه و محور که همان نقطه اتکاء هستی است در گردش می‌باشند. اگر مرکز چرخ جابجا شود و محور آن از جای خود حرکت کند نظام کائنات فرو می‌ریزد. به اعتقاد بودائیان چرخ از پنج اصل ترکیب شده‌است که همان پنج عنصر (خاک، زمین، آب، آتش و باد) تلقی می‌شوند.
نماد دیگر خورشیدپرستی و میتراییسم در اعتقاد آریاییان همان چلیپا یا گردون مهر است، که به اعتقاد پیشینیان دربردارنده نیروهای آسمانی بوده و کاربردی وسیع دارد. این نشانه در هر منطقه‌ای مفهومی خاصی داشته‌است در ایران و هند و نزد قوم آریایی مظهر و نشانه خورشید بوده‌است. آنان معتقد هستند که هر شاخه از این علامت جایگاه یکی از عناصر چهارگانه است. بدین ترتیب چهار عنصر با هم و با چرخش خود نظام طبیعت و ذات آفرینش را حفظ می‌کنند. این نشانه در ایران به شاهین و فروهر نیز بسیار نزدیک است. مرکز این نشان، نماد مرکزیت و وحدت الهی است و این هما گردونه‌ای است که مهر بر آن می‌نشیند و چهار اسب سفید نامیرای مینوی آن را می‌کشند.
«حلقه در آئین میتراییسم حلقه خود نمای از چرخ است. مقدس و نشانه پیمان ناگسستنی و اتحاد و وابستگی است. از سوی دیگر حلقه که نشان ویژه میترا بوده بی‌گمان از هاله نور خورشید گرفته شده‌است. دایره‌ای از نور که ایزد مهر را محاط می‌ساخت؛ زیرا وی ایزد نور و روشنایی بود.»
زیگزاک: زیگزاک‌های پیاپی نمادی برای اشعه‌های خورشید هستند.
گل لوتوس: این گل را اصلاحاً گل خورشید نیز می‌گویند. این گل متعلق به مهر و سمبل آفتاب و نیروی آنکه نگهدارنده زمین است.
سرو: درخت سرو یا کاج ویژه خورشید است. درختی همیشه سبز و با طراوت. نشانه بهار و در عین حال مظهر و جنبه مطرح و مثبت زندگی است.»

#### چند نمونه از آثار به جای مانده از نقش خدای خورشید
«یک نمونه از این نقش‌ها، پیک رغولدیس بودا است در بامیان. در زیر یکی از طاق‌های این دیوار تزئینات وسیعی بکار رفته که موضوع آن مستقیماً ارتباط دارد با خدای خورشید. در این نقش خدای خورشید بر گردونه‌ای است که چهار اسب بالدار آن را می‌کشند و اسبان دو به دو در طرفین بحالت نیمرخ قرارگرفته‌اند. هاله بزرگی دور خدا را فرا گرفته و شعاع‌های کوتاهی دارد که این یادآور هاله‌های شعاع دار ایرانی است. هم چنین شمشیر دراز و نیزه‌ای که خدا در دست دارد و شنل بزرگ او که در قسمت سینه بسته می‌شود و نیز چهره اطرافیان او که همگی ریشدار و حالت جدی دارند همه جزئیاتی از هنر ساسانی را نشان می‌دهند..
«نمونه دیگر نقش برجسته‌ای از ماتورا است که خدای سوریا را سوار بر گردونه خود نشان می‌دهد هم چنین تندیس مرمر سفید سوریا در عبادتگاه برهمنی خیرخانه در منطقه کابل که مربوط است به قرون پنجم و ششم میلادی نمونه دیگری از این نقش‌ها می‌باشد. در این نمونه اخیر نیز باز تأثیر هنر ایرانی به وضوح می‌توان مشاهده نمود، از آن جمله لباس و جامه خدا و دستیاران او، و حتی حالت کسی که به خدای خورشید تاجی را اهدا می‌کند از سنت ایرانی مایه گرفته‌است..
در ایران نیز نماد خورشید در نقش برجسته‌ها به صورت گردونه مهر یا خورشید (چلیپا) دایره، چرخ یا گل لوتوس و هم چنین نقوش حیوانی و گیاهی چندی نیز هستند که به عنوان نماد خورشید شناخته می‌شوند از آن جمله شیر، بزکوهی، عقاب یا شاهین، گاو … و نیز سرو و کاج می‌باشند. «اگر چه در ایران یک نمونه نقش برجسته نیز وجود دارد که نشانگر موجود مافوق طبیعی با گرزی در دست و هاله‌ای دور سرش، روی گل نیلوفر ستاره مانندی که نماد کهن آفتاب‌پرستی است ایستاده و این همانا مهر خدای خورشید است که در نقش برجسته‌های طاق بستان به چشم می‌خورد. این نقش برجسته مربوط است به سلطنت اردشیر دوم و از آنجایی که اردشیر دوم جانشین عادی و طبیعی شاپور دوم نبود، به همین دلیل مهر که به معنی عهد و پیمان بود، در پیکر نگاره او حضور دارد تا بدین گونه بازگوکننده پیمان اردشیر دوم و شاپور دوم باشد تا در زمان مناسب تاج و تخت به شاپور سوم منتقل شود.

### براهماییان
اساس آیین هندوییسم بر تناسخ است یعنی نسخه و رونوشت یا کپی شدن؛ یعنی انسانی که می‌میرد به‌شکل دیگری مانند یک انسان خوشبخت یا یک انسان بدبخت یا یک حیوان دوباره ظاهر می‌شود. ممکن است میمون خود یک انسان بوده‌است؛ یا سگ یا هر حیوانی. مذهب هندو دستورهایی خاص در مورد غذای هندوان دارد. هندوان معتقدند که افراط در غذا سبب تنبلی جسم و انحطاط فکر می‌شود. اغلب هندوان در تمام طول عمر خود، لب به گوشت قرمز نمی‌زنند وعده‌ای نیز فقط گوشت مرغ و جوجه یا ماهی مصرف می‌کنند. هندوهای ارتدوکس یا بنیادگرا که به جینی معروف هستند هر گونه غذایی را که از موجود زنده گرفته شده باشد حرام می‌دانند. حتی تخم مرغ را چون آثار حیات در آن وجود دارد.
غذای هندوان غالباً شیر گاو و گاومیش و فراورده‌های شیر است اما شیر گاو زلئو و شتر را نمی‌خورند. برنج، جو، گندم، لوبیا، خردل، نارگیل، دانه‌های نباتی، انواع میوه و آجیل از غذاهای عمده هندوان است. همچنین مصرف سیر، پیاز، تربچه و قارچ برای هندوان و مخصوصاً براهمن‌ها ممنوع است. اگرچه این قوانین، کمی عجیب به نظر می‌رسد، اما نرم خویی و آرامش و قناعت مردم این سرزمین، ناشی از همین تغذیه است. اهمیت ندادن به خوراک و توجه به روح و روان، مهم‌ترین دلیل پرورش عارفان و ریشیان Rishi بزرگ در هند است.
از دیگر معتقدات هندوییسم، تناسخ است. اعتقاد به تناسخ روح به این دلیل است که هندوان می‌گویند، انسان در طول یک عمر کوتاه، نمی‌تواند به رستگاری و شعور الهی دست یابد و برای همین هر کسی سلسله‌ای از چند زندگانی دارد و در هر زندگی بر حسب کارهای زندگی قبلی به قالبی در می‌آید، گاهی در غالب انسان و خدایان و گاهی در قالب حیوان و گیاه و آنقدر به این تناسخ ادامه می‌دهد تا به حقیقت مطلق الهی پی برده و رستگار شود.
مذهب هندو، هم مذهبی ساده و ابتدایی است و هم مذهبی پیچیده و فلسفی است. بر همین اساس هر فردی از هر طبقه جامعه می‌تواند به آن بگرود و از آن استفاده کند. به همین دلیل نیز در جامعه هندو، هم عارفانی هستند که به مقصد عالی رسیده‌اند و هم عامیانی هستند که هنوز قدمی در راه مذهب برنداشته‌اند.
اخلاق اساسی هندوییسم، بر پایه طهارت، ضبط نفس، آزادی، راستی و بی‌آزاری است. بسیاری تصور می‌کنند که هندوییسم یعنی ریاضت، اما چنین نیست. هندوییسم از زهد و ریاضت طرفداری نمی‌کند و اصرار هم ندارد که پیروانش امیال نفسانی را به کلی سرکوب کنند. این تفکر مورد تأیید پیروان مذاهب جین (Jain) و بودا (Buddha) است اما هندوییسم برعکس، پیروانش را به ازدواج و تشکیل خانواده ترغیب می‌کند و یکی از مراحل برهمنی نیز ازدواج می‌باشد.
و سرانجام آنکه، هندوییسم می‌گوید، بشر ناآگاه است و نمی‌داند که ذات مطلق چگونه روح خود را در آفریدگان دمیده‌است. آغاز و پایان جهان، ماورای زمان است و زمان همانند پلی است میان ازل و ابد و چون انسان مادی، اسیر در حصار زمان و مکان است، نمی‌تواند از ازل و ابد آگاهی داشته باشد.

## برای مطالعهٔ بیشتر
- خورشید/ایزد * Chandra, Suresh (1998). Encyclopaedia of Hindu Gods and Goddesses. Sarup & Sons, New Delhi, India. ISBN 81-7625-039-2.
- Pattanaik, Devdutt (2003). Indian mythology: tales, symbols, and rituals from the heart of the Subcontinent. Inner Traditions / Bear & Company. ISBN 0-89281-870-0.
- Kinsley, David. Hindu Goddesses: Vision of the Divine Feminine in the Hindu Religious Traditions. Motilal Banarsidass, New Delhi, India. ISBN 81-208-0379-5.